# Lepidostoma madagassicum
Lepidostoma madagassicum is een schietmot uit de familie Lepidostomatidae. De soort komt voor in het Afrotropisch gebied.